# Grevskabet Barcelona
Grevskabet Barcelona (latin: Comitatus Barcinoncis; catalansk: Comtat de Barcelona) var oprindelig en grænsemark i udkanten af Frankerriget under karolingernes styre. Ved slutningen af 900-tallet var greverne de facto uafhængige, arvelige herskere, der lå i konstant krig med Cordoba-kalifatet og dets efterfølgere. Greverne opnåede gennem ægteskabspolitik og traktater efterhånden kontrol med de øvrige catalanske grevskaber og udstrakte sin indflydelse til Occitanien. I 1164 indgik Grevskabet Barcelona i en personalunion med Kongeriget Aragonien og indgik herefter som et af landene i Aragoniens krone.

## Grever af Barcelona

### Huset Barcelona
- 1035–1076 Ramon Berenguer 1.
- 1076–1082 Ramon Berenguer 2.
- 1076–1097 Berenguer Ramon 2.
- 1082–1131 Ramon Berenguer 3.
- 1131–1162 Ramon Berenguer 4.
- 1163–1196 Alfons 1.
- 1196–1213 Peter 1.
- 1213–1276 Jakob 1.
- 1276–1285 Peter 2.
- 1285–1291 Alfons 2.
- 1291–1327 Jakob 2.
- 1327–1336 Alfons 3.
- 1336–1387 Peter 3.
- 1387–1396 Johan 1.
- 1396–1410 Martin 1.

### Huset Trastámara
- 1412–1416 Ferdinand 1.
- 1416–1458 Alfons 4.
- 1458–1479 Johan 2.